# Manazkert
|  | Per a altres significats, vegeu «Manazkert (desambiguació)». |

Manazkert, oficialment Malazgirt (abans coneguda com a Malazgird, en armeni: Մանազկերտ, Manazkert), és una ciutat de la província de Muş a la part oriental de Turquia. El 2018 tenia 51.323 habitants; al cens de 1967 apareixia amb una població de 7.826 habitants, al de 1970 amb 10.711 i al de 1975 amb 13.094. És capital d'un districte (ilçe, abans nahiye) de la província.

## Història

### Antiguitat
Segons la tradició popular armènia fou fundada per Manaz, el fill de Haik, el llegendari fundador d'Armènia, i es va dir Manavazkert (armeni: Մանավազկերտ, que vol dir 'construïda per Manaz') però amb el temps es va simplificar a Manazkert. No obstant això, les excavacions modernes situen la fundació de la ciutat al temps del rei Menua I d'Urartu (vers 805-785 aC), i el nom derivaria d'aquest rei.

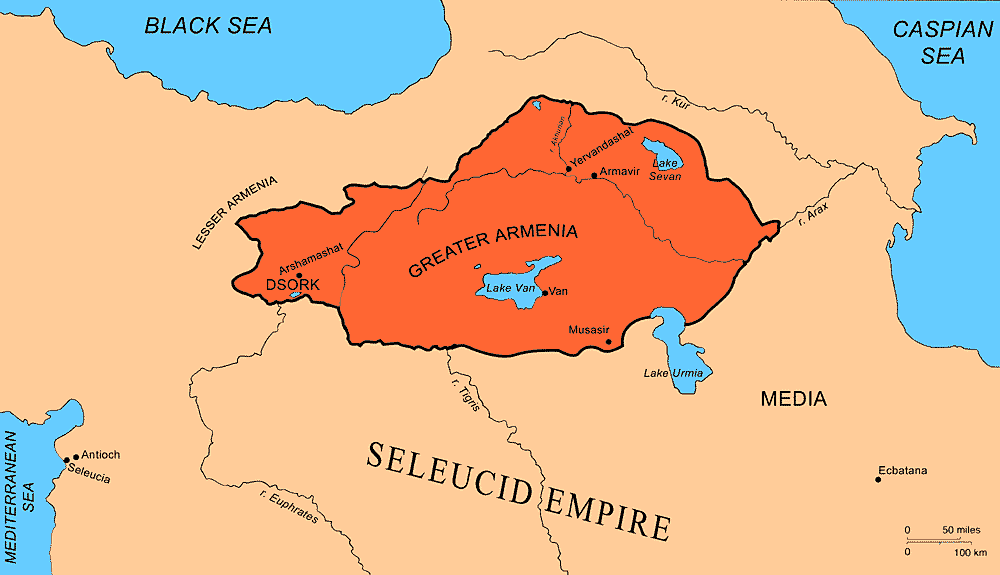
Gran Armènia, contenint l'àrea d'influència de Manzakert en data propera a 250 aC.

La regió va pertànyer a la família dels Manavazian, uns nakharark que deien ser descendents de Manaz, fins al 333 quan el rei Khosrov II Arshakuni o el Petit d'Armènia va fer matar tots els membres de la nissaga. Més tard va donar les terres a una altra família de nakharark, els Aghbianosians.
Manazkert fou una ciutat fortificada i fou un important centre comercial a la regió de l'Apahunik a la província de Turuberan.

### Edat mitjana

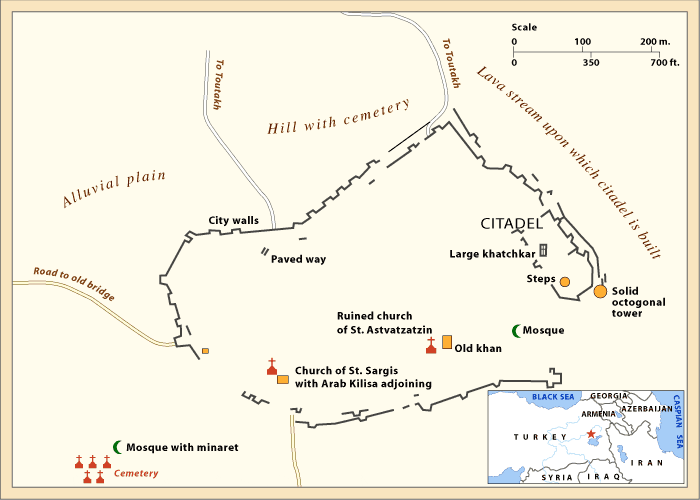
Fortificació de Mantziciert en data desconguda

Al final del segle viii la família dels Mamiconis quasi es va extingir; la darrera filla viva de Musel IV Mamiconi, el darrer príncep d'aquesta casa, es va casar amb el cap tribal àrab Djahap al-Qaisi que s'havia apoderat de l'Arxarunik, Taik, Taron i altres regions després del 771 i va legalitzar el seu domini amb aquest matrimoni, convertint-se en nakharar de bona part dels dominis dels Mamiconis. Encara va afegir part dels dominis dels Gnuní a l'Akhiovit. Els seus dominis foren anomenats emirat Qaysita, el qual va durar fins al 964; els seus sobirans portaren la nisba al-Manazí.
Del 964 al 968 o 969 Manazkert va quedar en poder dels hamdànides. En aquesta darrera data fou conquerida pel general romà d'Orient Bardes Focas.
Els romans d'Orient no la van conservar gaire temps i el 992/993 un altre exèrcit romà d'Orient va intentar recuperar la ciutat però sense èxit. La data en què la van recuperar no és coneguda però estava a les seves mans mig segle després, el 1054.

Regne d'Armènia cap a 1000 dC amb Mantziciert entre un regne i un emirat

El 1054 el seljúcides lliuraren un setge de Manazkert, intentant capturar la ciutat però foren rebutjats per la guarnició local manada per Basili Apocapes. Però la gran batalla de Mantziciert fou la de l'agost de 1071, una de les més decisives derrotes romanes d'Orient de tota la seva història: el sultà Alp Arslan va derrotar i fer presoner l'emperador Romà IV Diògenes. La victòria turca va comportar un canvi ètnic i religiós a Anatòlia i Armènia i va fer possible l'establiment del Soldanat de Rum i més tard de l'Imperi Otomà. Després de la victòria els seljúcides van saquejar la ciutat i van matar bona part de la població, i després la van cremar totalment.

### Edat moderna i contemporània
Encara que va subsistir va perdre tota importància i gairebé no torna a ser esmentada durant 800 anys. El 1592 un document otomà esmenta un sandjak de Manazkert al vilayat (wilayet) de Diyarbekir, el qual estava habitat pels Kara Ulus, nòmades, però és l'única referència sobre aquest sandjak. Katib Çelebi esmenta breument la població al segle xvii. Al segle xix apareix com a kada del sandjak de Muş (aleshores Mush) al vilayat de Bidlis amb 50 pobles el principal dels quals tenia 213 cases (uns 1500 habitants) i 19 botigues, i les activitats principals eren l'agricultura i la ramaderia.
A l'inici de la I Guerra Mundial i del genocidi armeni, la ciutat tenia 5.000 habitants, en majoria armenis. Els habitants es dedicaven a l'agricultura, el comerç i l'artesania. Hi havia dues esglésies armènies anomenades Surb Astvatsatsin i Surb Gevork, i una escola armènia. Igual que en altres ciutats els armenis foren massacrats o deportats. Els russos van arribar a la ciutat en la seva ofensiva de primavera del 1915, però foren rebutjats per un contraatac turc poc després., El 1970 es va construir una central hidroelèctrica.